# Каргель, Иван Вениаминович
Ива́н Вениами́нович Ка́ргель (Йоханн Готтлиб Каргель, нем. Johann Gottlieb Kargel; 1849, Закавказье, Российская империя — 23 ноября 1937, Токари (Лебединский городской совет), УССР) — христианский писатель, экзегет, один из наиболее видных теологов российского евангельско-баптистского движения, пресвитер Петербургской церкви евангельских христиан, служитель тюремной миссии. Автор составленного в 1913 году «Краткого изложения вероучения евангельских христиан», которое в 1966 году стало официальным вероучением Всесоюзного совета евангельских христиан-баптистов.

## Биография

### Происхождение
Иоганн Каргель родился в 1849 году в семье немецких колонистов, живших в Грузии. Родители Каргеля и до, и после его рождения часто меняли место жительства (временами жили за пределами Российской империи — в Германии, Англии). Его мать, по национальности армянка, дала сыну хорошее воспитание. Отец был немцем (не меннонитом). Княжна Софья Ливен свидетельствовала, что у отца были шотландские корни. По одному из предположений, родители Каргеля переехали в Российскую империю из Болгарии, находившейся тогда под властью Турции, и потому имели турецкое подданство.

### Первые годы в вере
Обращение к Богу Иоганн пережил в 1869 году. Он был крещён немецким колонистом, баптистом Мартином Кальвейтом 6 октября 1869 года в 11 ночи в реке Кура близ кладбища в Тифлисе. Тифлисская община была первой русской баптистской общиной в Российской империи. Её основатель и первый пресвитер Никита Воронин был крещён Мартином Кальвейтом двумя годами раньше, чем Каргель. Примерно в 1871 году русская община из бывших молокан, возглавляемая Ворониным, и маленькая немецкая община, возглавляемая Кальвейтом, объединились. Каргель был членом этой церкви. Кроме Кальвейта и Воронина, в числе членов общины был один из будущих лидеров русского баптизма Василий Павлов. Также с этой общиной поддерживал тесные контакты Василий Иванов.
Русскоязычное евангельско-баптистское движение начало почти одновременно развиваться на Кавказе (где центром стала община Тифлиса) и на Украине в виде штундизма, а через несколько лет возник ещё один «очаг» развития в Санкт-Петербурге в виде движения пашковцев. Влияние на развитие штундизма в украинском «очаге» оказывали братские меннониты из числа немецких колонистов, близкие по своему вероисповеданию к баптистам. Проведя несколько лет в Тифлисе, Каргель перебрался в Одессу, где с июля 1872 года до Пасхи 1873 года жил в семье одного из лидеров братских меннонитов Иоганна Вилера (в будущем — первого председателя Союза русских баптистов), вероятно, снимая у них жилье.
В 1872 и 1873 годах Каргель совершил две поездки в Молочанский меннонитский округ, приняв во время второй поездки участие в меннонитской конференции в колонии Клиппенфельд. Здесь он встретился с немецким баптистом Карлом Ондрой, с которым ранее познакомился в доме Вилера. Ондра был пастором немецкой баптистской общины в колонии Нойдорф Волынской губернии, являвшейся «материнской» для немецких общин в этом регионе. Ондра предложил Каргелю возглавить общину колонии Сорочин, расположенной недалеко от Нойдорфа. Вероятно, именно в этот период Каргель принял решение полностью посвятить себя труду миссионера и пастора.
Когда Каргель приступил к пасторской и проповеднической работе в Сорочине, он ещё не был рукоположён. В 1873 году община Сорочина насчитывала 244 члена, в следующем году её численность выросла до 296 членов. Каргель прослужил пастором этой церкви менее двух лет, причём в этот период он полгода провёл в Гамбурге, обучаясь в местной миссионерской школе. Пока Каргель учился, церковь опекал Ондра. По окончании школы Иоганна рукоположили на пасторское служение. В некоторых биографиях Каргеля указывается, что в Германии он также получил образование инженера-механика, однако более поздние исследования показали, что скорей всего это не соответствует действительности.

### Знакомство с пашковцами
В начале 1875 года Каргель отправился из Сорочина в Санкт-Петербург. Его поездка имела двойную цель. С одной стороны, он по просьбе Немецкого союза баптистов должен был ходатайствовать перед российским правительством об официальном признании немецких баптистов, до этого подвергавшимся преследованиям в России. С другой — Ондра опекал немецкую баптистскую группу в Санкт-Петербурге и хотел, чтобы Каргель посетил её. Побывав в этой общине, раздираемой внутренними противоречиями, Каргель решил остаться в Петербурге. Вероятно, на его решение повлияли перспективы миссионерской работы в столице. Спустя два года он писал, что в Петербурге проживало от 45 до 50 тысяч немцев, что давало простор для миссии.
Каргель возглавил общину. К весне 1876 года он сумел преодолеть противоречия в этой церкви, ввести дисциплину, установить фиксированное членство и совершить одиннадцать крещений. Численность общины выросла до 35 человек. В соответствии с баптистской традицией, крещения проводились полным погружением в воду. Одно из описанных Каргелем крещений прошло на озере Шувалово при большом скоплении людей. За пять лет (1875—1880) община выросла с 34 до 100 человек. В 1877 году Каргель прошёл длительный процесс получения российского подданства, чтобы не быть высланным за свою миссионерскую деятельность. В 1879 году, Каргель, воспользовавшись кратковременным смягчением законодательства в отношении баптистов, сумел зарегистрировать у городских властей немецко-баптистскую общину. Для этого ему необходимо было принести клятву верности русскому царю. Согласно предписанной церемонии, он должен был поцеловать нательный крест и Библию. Каргель сказал, что баптисты крестов не носят и Библию не целуют. Тогда ему велели просто подписать документ и впредь сообщать, если среди баптистов появятся ереси.
В Петербурге он познакомился с Василием Пашковым. По его приглашению Каргель проповедовал на собраниях пашковцев, не оставляя своей общины. По свидетельству Софьи Ливен, хотя Каргель прибыл в Петербург уже верующим, он «всегда считал Василия Александровича Пашкова своим духовным учителем и отцом во Христе». В круг общения Пашкова входили самые разнообразные люди, в том числе и представители высшей петербургской аристократии, искренне принявшие евангельское учение. Впоследствии сам Пашков и его единомышленники оказывали Каргелю не только духовную, но и материальную поддержку.

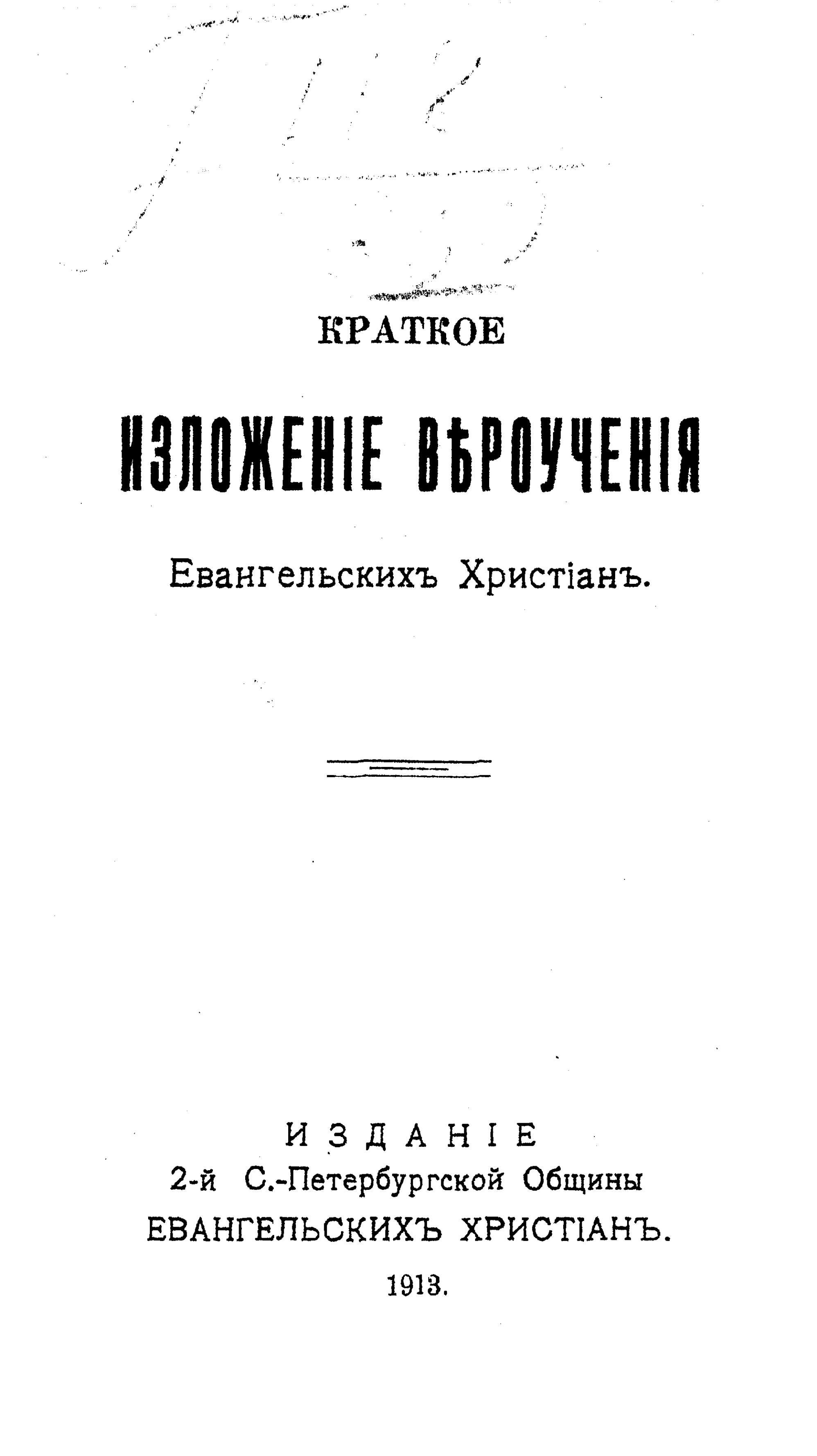
Обложка брошюры с вероучением евангельских христиан, составленным И. В. Каргелем

### Болгарский период
В 1880 году Каргель отправился для миссионерской работы в Болгарию. В том же году он женился на евангельской христианке Анне Сёменовой, с которой познакомился на собраниях пашковцев (подробнее об этом в разделе Семья).
Биограф Каргеля Грегори Николс назвал три причины переезда Каргеля в Болгарию. Во-первых, в результате жестокого подавления турками восстания болгарских патриотов и последовавшей за этим войны 1877—1878 годов, внимание русского общества было приковано к событиям в Болгарии. В группе пашковцев много молились о судьбе болгарского народа. Во-вторых, из-за проблем со здоровьем Каргелю нужно было сменить петербургский климат на более благоприятный. В-третьих, возникла необходимость в крещении группы верующих-болгар в городе Казанлыке. В стране к этому времени работали протестантские миссионеры — конгрегационалисты, методисты и баптисты. В 1874 году группа болгарских верующих из конгреционалистского благотворительного предприятия в Казанлыке пришла к свойственному баптистам убеждению о необходимости взрослого крещения, поставив под сомнение конгрегационалистскую практику крещения детей. Поиски того, кто преподаст им крещение, длились несколько лет. Лидер их группы обратился в Немецкий союз баптистов. Каргель узнал об этой группе на съезде союза в 1879 году.
Прибыв в Болгарию, Иоганн Каргель сразу же отправился в Казанлык, где, после собеседования о вероисповедании, 7 сентября 1880 года крестил пятерых верующих, основав первую болгарскую баптистскую церковь. Затем он поселился в городе Рущук, где находились немецкая баптистская община и склады Британского иностранного библейского общества. Каргель стал пресвитером этой общины и нёс это служение до 1884 года.
Благодаря жене Иоганн все лучше осваивал русский язык. Он проповедовал для местного населения на смеси русского и болгарского. К 1883 году он крестил десять болгар, двух евреев и двух немцев. Бывшая немецкая община стала интернациональной. Хотя болгары относились с дружелюбием к русским, проповедь неправославного христианского миссионера у многих вызывала сопротивление. Несколько членов общины были избиты и провели 12 дней в тюрьме, в окна Каргелей бросали камни, а одно из крещений было прервано хулиганами.
В 1882 году чета Каргелей и группа верующих из Одесской немецкой баптистской церкви во главе с пресвитером Либихом организовали гуманитарную миссию для пострадавших в результате масштабного кровавого еврейского погрома в российском приграничном городе Балта. На протяжении пяти дней они раздавали провизию нуждающимся. Тем временем в Санкт-Петербургской немецкой баптистской общине возникли внутренние проблемы и Пашков, в значительной степени финансировавший работу Каргеля в Болгарии, неоднократно предложил ему вернуться в столицу. Несмотря на протесты болгарских верующих, в марте 1884 года семья Каргелей покинула Рущук. Позднее Каргель навещал эту общину, его встретили с радостью.

### Второй санкт-петербургский период
В 1884 году Иван Каргель участвовал в двух исторических евангельских съездах. Сначала — в съезде евангельских христиан, баптистов и штундистов в Санкт-Петербурге, созванном Василием Пашковым и Модестом Корфом. А затем в качестве заместителя председателя — в первом съезде русских, украинских и немецких баптистов в селе Нововасильевка Таврической губернии.
После изгнания из России царскими властями Василия Пашкова и Модеста Корфа (май-июнь 1884 года), Каргель не стал восстанавливать своё положение в немецкой баптистской общине Петербурга, а стал опекать «осиротевшую» общину евангельских христиан-пашковцев. Ему помогали петербургские аристократки Черткова, Гагарина и Ливен. Община не имела формального лидера — рукоположённого служителя. Из-за постоянного вмешательства полиции, собрания евангельских христиан проходили в различных местах города.
Несмотря на протесты петербуржских евангельских христиан, желавших, чтобы Каргель постоянно находился в городе, он по-прежнему часто совершал длительные поездки — для миссионерства, помощи другим общинам или участия в конференциях верующих. Вероятно, с 1885 года Каргель совершал поездки по России вместе с проповедником Фридрихом Бедекером, переводя, по необходимости, его проповеди. Бедекер получил от правительства разрешения посещать с проповедью тюрьмы и места ссылок. В совместных поездках Каргель с Бедекером побывали во множестве таких мест в самых разных уголках страны — от Кавказа до Сахалина. Их проповеди услышали более 40 тысяч заключённых, было роздано 12 тысяч Евангелий.
Петербуржский журналист Н. Животов описывал Каргеля как человека «средних лет, красивой представительной наружности». Животов писал, что был очень поражён начитанностью Каргеля, его «обширными знаниями и блестящими ораторскими способностями».
В 1903 году Иван Каргель участвовал в работе Первого европейского конгресса баптистов в Берлине, а в 1905 году — в Первом всемирном конгрессе баптистов в Лондоне, где был создан Всемирный баптистский альянс. В 1908 году он опубликовал первую из своих книг — «Свет из тени будущих благ», написанную на основе его лекций. В 1913 году в связи с появлением в России пятидесятнического движения, принёсшего с собой разделение в евангельские церкви, Каргель написал книгу «В каком отношении ты к Духу Святому», в которой выразил вероучение евангельских христиан.

### Советский период

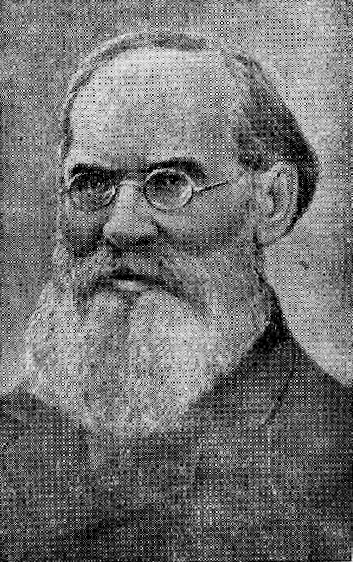
Иван Вениаминович Каргель

Голодные 1919—1921 годы Иван Каргель вместе с дочерьми по приглашению княгини Гагариной провел в селе Сергиевском Тульской губернии (ныне — город Плавск), где до конфискации находилось родовое поместье Гагариных и где княгиня была хорошо известна своей масштабной благотворительной деятельностью. Позднее он служил проповедником общины евангельских христиан в Курской губернии, затем в Сумах.
Наряду с литературной и проповеднической деятельностью Каргель в течение пяти лет, с 1924 по 1928 год, преподавал на Библейских курсах в Ленинграде, для чего совершал туда кратковременные поездки. В 1929 году он был арестован прямо на курсах и выслан из Ленинграда.
До 1936 года он жил в селе Токари (Бережки) близ города Лебедин Сумской области Украины (где имелась община евангельских христиан). В 1937 году он был арестован и заключён в тюрьму, но вскоре отпущен домой умирать. Последнее время он жил в одиночестве, поскольку его дочери были арестованы. Перед смертью он попросил соседку передать дочерям, когда они узнают о его смерти, что «я жив более, чем когда-либо». Он умер 23 ноября 1937 года.

## Семья
В 1880 году Каргель женился на Анне Александровне Семёновой, с которой познакомился на собраниях пашковцев. Анна родилась 11 октября 1852 года в Санкт-Петербурге, обучалась в Екатерининском институте и имела диплом домашней учительницы. Анна дружила с Пашковыми, однако каких-либо подтверждений её аристократического происхождения не найдено.
Бракосочетание Иоганна и Анны прошло в немецкой баптистской церкви города Тульча в Румынии. Вероятно, они поженились за пределами Российской империи вынужденно, поскольку не могли венчаться в православной церкви. В этом же году молодая чета начала миссионерское служение в Болгарии. В браке у них родились четыре дочери. Анна родилась в 1882 году, Елена родилась в Болгарии в 1883 году (Каргель в тот период служил там пастором), Мария родилась в 1886 году в Эстонии, Елизавета — в Петербурге в 1887 году.
Жена Анна, по свидетельству Софьи Ливен, была «деятельная сестра, полная любви и добрых дел». Анна умерла 17 мая 1907 года от дифтерита, всего после двух или трёх дней болезни. Каргель более не женился. Дочери с ранних лет стали верующими. Они помогали отцу: трудились над книгами, участвовали в миссионерской деятельности. Ради христианского служения они не вышли замуж.
Старшая дочь Анна умерла в 1921 году или немного позднее. Остальные дочери были арестованы в годы сталинских преследований. Елену расстреляли 16 января 1938 года, а Елизавета и Мария отсидели сроки в Баимском отделении Сиблага. Елизавета Ивановна была освобождена 23 июня 1943 года и умерла в 1956 году от воспаления лёгких, Мария Ивановна была освобождена 23 августа 1946 года. После освобождения сёстры жили в Яшкинском районе Кемеровской области.

## Духовное наследие

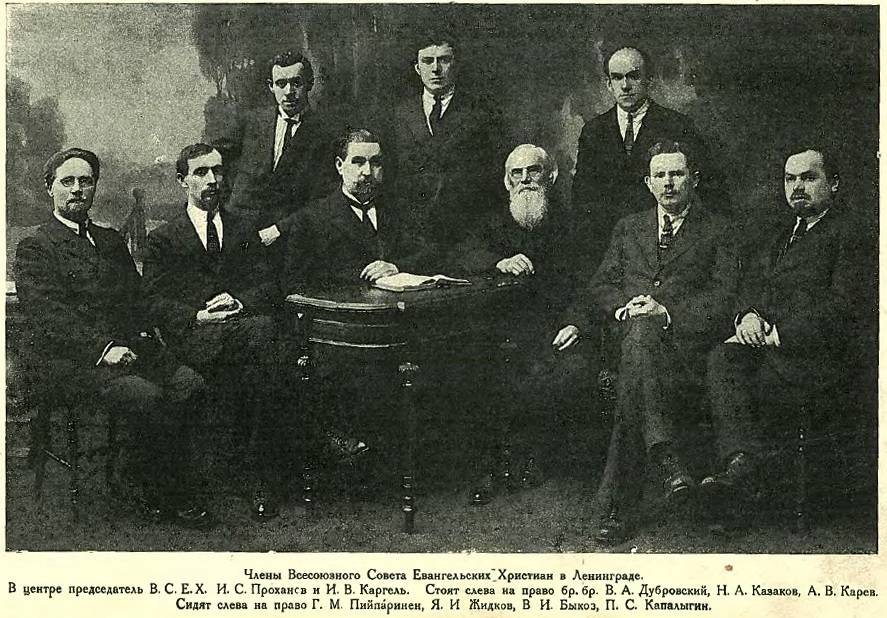
Члены Всесоюзного совета евангельских христиан, около 1927 года. Каргель сидит за столом справа. На фото также присутствуют Иван Проханов, Яков Жидков, Александр Карев

Историк Вильгельм Кале отмечал, что Каргель был не организатором, как пасторы-единоверцы Проханов и Фетлер, а выдающимся проповедником и толкователем Священного Писания. Некоторые исследователи подчёркивали, что известность Каргеля среди верующих непропорционально мала по сравнению с его вкладом в историю и богословие евангельских христиан-баптистов. Лев Митрохин писал: «Многообразная практическая, а главное, духовная деятельность этого крупнейшего теолога ещё ждёт своего вдумчивого исследователя».
Марина Каретникова, баптистский историк и биограф Каргеля, отметила: «А. В. Карев назвал его великим богословом. И это так. Он фактически разработал и сформулировал евангельско-баптистское вероучение, принятое нашим Братством».

### Сравнения с Прохановым
Каргеля иногда сравнивают с другим лидером евангельских христиан — Иваном Прохановым. По мнению историка Татьяны Никольской, Каргель — личность менее известная, чем Проханов, хотя не менее значительная. «В определённом смысле их даже можно назвать антагонистами», — считает Никольская.
Софья Ливен, отмечая разницу между петербургскими общинами евангельских христиан, возглавляемыми Каргелем и Прохановым, писала: «Брат Каргель стремился главным образом углубить верующих в познании Господа и Его Слова, а брат Проханов призывал своих членов к деятельному участию в общинной жизни: он организовал союз молодёжи, хор и прочее».
Философ и религиовед Лев Митрохин, сравнивая богословие Каргеля с идеями Проханова, отмечал у последнего «легковесность», подверженность «веяниям времени» и желание угодить последователям «удобного христианства». «Если в рассуждениях И. С. Проханова о „новой жизни“ чувствуется полемическая настроенность против баптизма мазаевского образца, то у Каргеля ощущается, как это не удивительно, стремление отмежеваться от велеречивых и беллетризованных воззрений первого», — написал Митрохин.

### Богословие
В период обучения Каргеля в миссионерской школе (будущей Гамбургской баптистской семинарии) там совсем не преподавалось систематическое богословие, акцент делалася на экзегетике Библии. По мнению биографа Каргеля Грегори Николса, следствием такого подхода стало отстаиванием Каргелем в дальнейшем библейского, а не систематического осмысления веры.
В своих богословских трудах Иван Каргель уделял большое внимание вопросам воздействия Святого Духа на верующих, рождения свыше, освящения, греха, второго пришествия Христа. Влияние на взгляды Каргеля оказало Движение святости и Кесвикское движение, акцентирующие внимание на теологии и практике освящения. Эти идеи отразились в его богословии, «но весьма своеобразно, по-русски», — отметила Каретникова. Грегори Николс считал схожими взгляды Каргеля на освящение с православным богословием обожения, однако утверждал, что православный этос, в котором богослов жил, не оказал на него существенного влияния.
«Богословские работы Каргеля ориентированы на нужды общин, он не занимался чистой наукой, абстрактными, философскими вопросами или далекими от жизни темами», — утверждает исследователь Иван Макаренко. Так, на появление в России пятидесятничества и внесение пятидесятниками разделений в евангельские общины Каргель ответил серией лекций об этом движении.

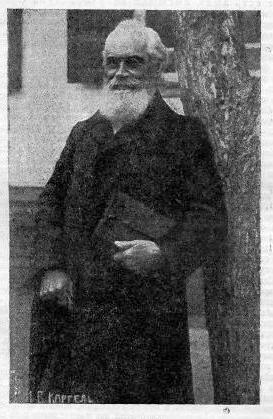
Иван Вениаминович Каргель

Каргеля очень волновала тема охлаждения веры, обмирщения Церкви, её слияния с миром. В одной из своих главных работ «Христос — освящение наше» он акцентировал внимание на том, что церкви, тратящие много времени на миссионерскую деятельность, нередко не уделяют должного внимания душепопечительской работе среди уже обращённых, из-за чего они утрачиваются свежесть обретения веры и постепенно все больше сливаются с «миром» (нехристианским обществом). Видя наступление «модернизма» в христианстве, Иван Каргель старался изложить подлинное евангельско-баптистское исповедание, каким оно ему виделось, без всякого упрощения и «облегчения».
По Каргелю, восторги только что обратившихся христиан по поводу собственного спасения носят преждевременный характер. Искупительная жертва Христа дала человеку лишь возможность для спасения. Человек должен осознать себя не просто грешником, а погибшим грешником, возложив надежду о спасении на Господа. Он должен «умереть для мира». Согласно богословию Каргеля, обращение ко Христу — не повод для самодовольства, а лишь начало пути спасения, которое является путем освящения верующего, путем борьбы с грехом..

#### Влияние на богословие российских протестантов
Митрохин писал, что взгляды Ивана Каргеля стали неотъемлемой частью идейного развития русского баптизма. Так, программный документ «инициативников» 1960-х годов «О святости и освящении» почти буквально повторил его взгляды, и именно интерпретация Каргелем решающей роли Святого Духа стала теологическим фундаментом для их разрыва с ВСЕХБ. Призыв «инициативников» предстать на «молчаливый осмотр Иисуса» основывается также на идеях Каргеля.
Историк и исследователь каргелевской теологии Иван Макаренко отметил, что, с одной стороны, работы Каргеля сыграли очень важную роль в становлении российского протестантизма, с другой стороны — не стали основанием для особой богословской школы. В то же время немногочисленные российские евангельские теологи относятся к тексту Священного Писания так же, как и Каргель, — «как сакральному, религиозному, нравственному тексту», а не историческому раритету. Макаренко считает, что в этом аспекте Каргель имеет связь и продолжение в современной баптистской теологии. По мнению Макаренко, сравнение отношения Каргеля к Священному Писанию с современным восприятиям Библии евангельскими богословами — является перспективной темой для исследований.
По мнению Грегори Николса, служение Каргеля помогло сформировать русское евангельское движение и проявление евангельской духовности в русском баптизме. Как подчеркнул Николс, его влияние не ограничилось территорией Российской империи, на распространилось и на соседние страны: вклад Каргеля как главный, основополагающий, в своём формировании определяют ВСЕХ, русскоязычные союзы баптистов и пятидесятников; баптисты Германии, Болгарии и Эстонии, русскоязычные евангельские христиане Финляндии.
Конфессиональный историк Владимир Степанов охарактеризовал текст Вероучения Каргеля как «богословский шедевр», поскольку лаконичные, взвешенные и глубокие формулировки этого документа оказались приемлемы для богословских антагонистов в евангельском движении - кальвинистов и арминиан.

## Комментарии
1. ↑  В этой статье, в соответствии с написанной Грегори Л. Николсом биографией Каргеля, имя Иоганн используется, когда речь идёт о работе Каргеля преимущественно в немецкоязычном контексте, а имя Иван — в более поздний период, когда он трудился в основном в русскоязычной среде[5].
2. ↑  О месте обращения существуют несколько противоречивая информация. По свидетельству Василия Павлова, это произошло в Тифлисе (ныне Тбилиси)[11]. Исследователь Грегори Николс, ссылаясь на письмо Каргеля Пашкову, утверждает, что это произошло на пароходе, следовавшем из Севастополя в Батум (Батуми)[12]. Исследователь Владимир Степанов обнаружил архивный источник, согласно которому, Каргель лично свидетельствовал, что его обращение произошло в Глазго (Шотландия). По мнению Степанова, эти данные могут не противоречить друг другу, если обращение было не мгновенным, а состояло из цепи событий[13].
3. ↑  Миссионерская школа была основана Иоганном Онкеном в 1849 году. В 1880 году была переименована в Гамбургскую баптистскую семинарию[22].
4. ↑  В частности, эту точку зрения отстаивала Марина Каретникова[25].
5. ↑  Эта группа возникла в середине 1860-х годов; кроме немцев, в ней были и русские верующие. Группа не имела собственного пастора[27].
6. ↑  27 марта 1879 году было обнародовано «Мнение Государственного совета о духовных делах баптистов», в соответствии с которым был разработан циркуляр министерства внутренних дел от 12 сентября 1879 года, называемый иногда «Маковским» (по фамилии подписавшего его министра внутренних дел Льва Макова). Эти документы несколько облегчили положение баптистов и позволили зарегистрировать несколько общин в Российской империи. Однако в 1882 году появилось разъяснение министерства внутренних дел, согласно которому действие документов не распространяется на русских баптистов, а только на живущих в России иностранцев, принявших русское подданство, будучи баптистами, либо на русских, обратившихся в баптизм из неправославного исповедания[32].
7. ↑  Возможно, на свидетельстве Ливен основывалась фактическая неточность, транслировавшаяся в первых биографиях Каргеля, в частности, в работе Турчанинова[35] и других. Якобы именно благодаря Пашкову Каргель обратился в веру и (или) стал миссионером. Согласно более поздним исследованиям, основанным на новых источниках, Каргель познакомился с Пашковым уже будучи миссионером и пресвитером[36].
8. ↑  Этот съезд проходил с 1 апреля в Петербурге, в нем участвовало около ста человек. 6 апреля приезжих делегатов арестовали, доставили в Петропавловскую крепость, где допросили и спешно судили по обвинению в нигилизме и хранении документов тайных организаций. Обвинения в суде развалились, поэтому делегатов выслали из города, пригрозив арестом в случае возвращения[45].
9. ↑  Этот съезд проходил 30 апреля — 1 мая. На съезде был создан Союз русских баптистов[47].
10. ↑  И Каргель, и поддерживавший с ним связь Пашков считали, что пресвитера не следует избирать голосованием, как это принято у баптистов[51].
11. ↑  Животов называет Каргеля «г. Карелль» и приписывает ему степень «доктора философии берлинского университета», однако указание на то, что «Каррель» много лет руководил немецкой общиной баптистов Санкт-Петербурга и отрицательный ответ на сделанный историками В. Степановым и К. Прохоровым запрос в Берлинский университет имени Гумбольдта о «докторе Карелле» (написание имени в разных транскрипциях) позволяет, по мнению В. Степанова, идентифицировать животовского «Карелля» как реального Каргеля[59].
12. ↑  Биограф Каргеля Д. Я. Турчанинов[71] и некоторые другие историки утверждали, что Анна была младшей дочерью, однако в более поздних исследованиях содержится вывод, что она была старшей и сообщается год её рождения. Кроме того, историк Грегори Николс ошибочно именовал её Наташа[72].
13. ↑  Различные источники приводят противоречивые данные о дате смерти Анны Александровны. Историк Марина Каретникова датировала смерть 1888 или 1889 годом[73], Грегори Николс считал, что она умерла между 1898 и 1901 годами[74]. Однако обнаруженный недавно некролог в журнале «Братский листок» позволил установить точную дату, которая оказалась гораздо позднее[66][75].
14. ↑  По предположениям Марины Каретниковой, она умерла в 19-летнем возрасте около 1900 года[76], однако впоследствии по воспоминаниям Софьи Ливен установлено, что она скончалась значительно позднее — после переезда семьи Каргель на Украину[66].
15. ↑  Грегори Л. Николс — преподаватель баптистских и анабаптистских исследований и церковной истории в Международной баптистской семинарии в Праге. Несколько лет преподавал в Одесской богословской семинарии евангельских христиан-баптистов[91].
16. ↑  Владимир Андреевич Степанов — историк-архивист, автор двухтомника «Рождённые свыше на берегах Ижоры»[92].